# Obština Stolična
Obština Stolična (bulharsky Столична община) je občina (obština) v oblasti Sofie v západním Bulharsku. Je pojmenována podle svého správního centra – města Sofie, které je zároveň hlavním městem Sofijské oblasti, Sofijské provincie a také hlavním městem Bulharska.
Obec se rozkládá především v Sofijské dolině a také v úpatí a nižších částech pohoří Stara planina a Vitoša, Plana, Lozenska planina a Rila. Žije zde 1 500 927 obyvatel, z toho 1,4 milionu v Sofii (stav k roku 2016).

## Sídla
| - Balša - Bankja - Bistrica - Buchovo - Busmanci - Chepinci - Dobroslavci - Dolni Bogrov - Dolni Pasarel - German - Gorni Bogrov - Ivanjane - Jeleznica - Jeljava - Jiten - Kazičene - Klisura - Kokaljane - Krivina | - Kubratovo - Katina - Lokorsko - Lozen - Malo Bučino - Marčaevo - Mirovjane - Mramor - Negovan - Novi Iskăr - Pančarevo - Plana - Podgumer - Sofia (sídlo správy) - Svetovračene - Vladaja - Volujak - Vojnegovci - Jana |

## Obyvatelstvo

### Náboženství
Podle bulharského sčítání lidu z roku 2011 bylo náboženské složení osob, které odpověděly na nepovinnou otázku týkající se náboženské identifikace, následující:
| Náboženství v obštině hlavní město Sofie | Náboženství v obštině hlavní město Sofie | Náboženství v obštině hlavní město Sofie | Náboženství v obštině hlavní město Sofie | Náboženství v obštině hlavní město Sofie |
| ---------------------------------------- | ---------------------------------------- | ---------------------------------------- | ---------------------------------------- | ---------------------------------------- |
| Víra                                     |                                          |                                          | Procent                                  |                                          |
| Pravoslaví                               | Pravoslaví                               |                                          | 86,2%                                    | 86,2%                                    |
| Neuvedeno                                | Neuvedeno                                |                                          | 6,7 %                                    | 6,7 %                                    |
| Bez náboženské víry                      | Bez náboženské víry                      |                                          | 4,9 %                                    | 4,9 %                                    |
| Protestantismus                          | Protestantismus                          |                                          | 1 %                                      | 1 %                                      |
| Islám                                    | Islám                                    |                                          | 0,7 %                                    | 0,7 %                                    |
| Katolicismus                             | Katolicismus                             |                                          | 0,5 %                                    | 0,5 %                                    |